# 小長谷喜久男
小長谷 喜久男（こながや きくお、1950年7月16日 - ）は、静岡県出身の元サッカー選手、サッカー指導者、Jリーグクラブフロントスタッフ。

## 略歴
明治大学卒業後、ヤマハ発動機サッカー部（現・ジュビロ磐田）に入部して選手としてプレー。
引退後の1987年にヤマハの監督に就任。就任初年度の1987/88シーズンにチームを日本サッカーリーグ(JSL)1部優勝に導いている。ヤマハがジュビロ磐田へと移行した後はフロントスタッフとしてチームの躍進を支えた。
1999年11月からはメインスポンサーフジタの撤退で存続が危ぶまれていたベルマーレ平塚（現・湘南ベルマーレ）の運営を引き継ぐ新法人・株式会社湘南ベルマーレの社長に就任、3年半にわたり社長を務め、クラブの経営を立て直した。
Jリーグ・マネジメントアドバイザーを経て、2005年5月からはベガルタ仙台の運営法人・東北ハンドレッドの常務、田中孝司GM退団後の9月からはSD（シニアディレクター。他クラブでのGMに相当する現場部門のトップ）を務めていたが、成績不振と2006年に獲得した選手の移籍金回収も思うようにいかず、その責任をとる格好となり、2007年をもってベガルタ仙台を退団しJリーグへ復帰した。

## 所属クラブ
- 静岡県立藤枝東高等学校
- 明治大学
- ヤマハ発動機サッカー部

## 引退後経歴
- ヤマハ：コーチ
- 1987年-1991年 ヤマハ：監督
- 1992年-1999年11月 ジュビロ磐田：取締役
- 1999年11月-2004年5月 湘南ベルマーレ：代表取締役社長
- 2004年-2005年 Jリーグ・マネジメントアドバイザー
- 2005年5月- ベガルタ仙台（東北ハンドレッド）：取締役常務
- 2005年11月-2007年12月 ベガルタ仙台：シニアディレクター
- 2008年- Jリーグ・マネジメントアドバイザー

## 監督成績
| 年度    | 所属   | クラブ | リーグ戦 | リーグ戦 | リーグ戦 | リーグ戦 | リーグ戦 | リーグ戦 | カップ戦 | カップ戦 |
| 年度    | 所属   | クラブ | 順位     | 試合     | 勝点     | 勝利     | 引分     | 敗戦     | JSL杯    | 天皇杯   |
| ------- | ------ | ------ | -------- | -------- | -------- | -------- | -------- | -------- | -------- | -------- |
| 1987-88 | JSL1部 | ヤマハ | 優勝     | 22       | 34       | 12       | 10       | 0        | 2回戦    | 1回戦    |
| 1988-89 | JSL1部 | ヤマハ | 3位      | 22       | 39       | 12       | 3        | 7        | 2回戦    | 準決勝   |
| 1989-90 | JSL1部 | ヤマハ | 5位      | 22       | 34       | 9        | 7        | 6        | 準優勝   | 準優勝   |
| 1990-91 | JSL1部 | ヤマハ | 8位      | 22       | 25       | 6        | 7        | 9        | 準々決勝 | 準々決勝 |